# Österdalälven
Österdalälven i norra Dalarna är cirka 300 kilometer lång. Älven rinner i sydostlig riktning och har tre källflöden: Storån, Grövlan och Sörälven. Dessa tre vattendrag flyter samman vid Idre och bildar då Österdalälven.
Österdalälven går genom Älvdalens, Mora, Leksands samt Gagnefs kommuner där den vid det så kallade Älvmötet nära Djurås förenar sig med Västerdalälven och bildar Dalälven - Sveriges tredje längsta älv. Österdalälven flyter genom dammen Trängslet och sjön Siljan.

## Bilder

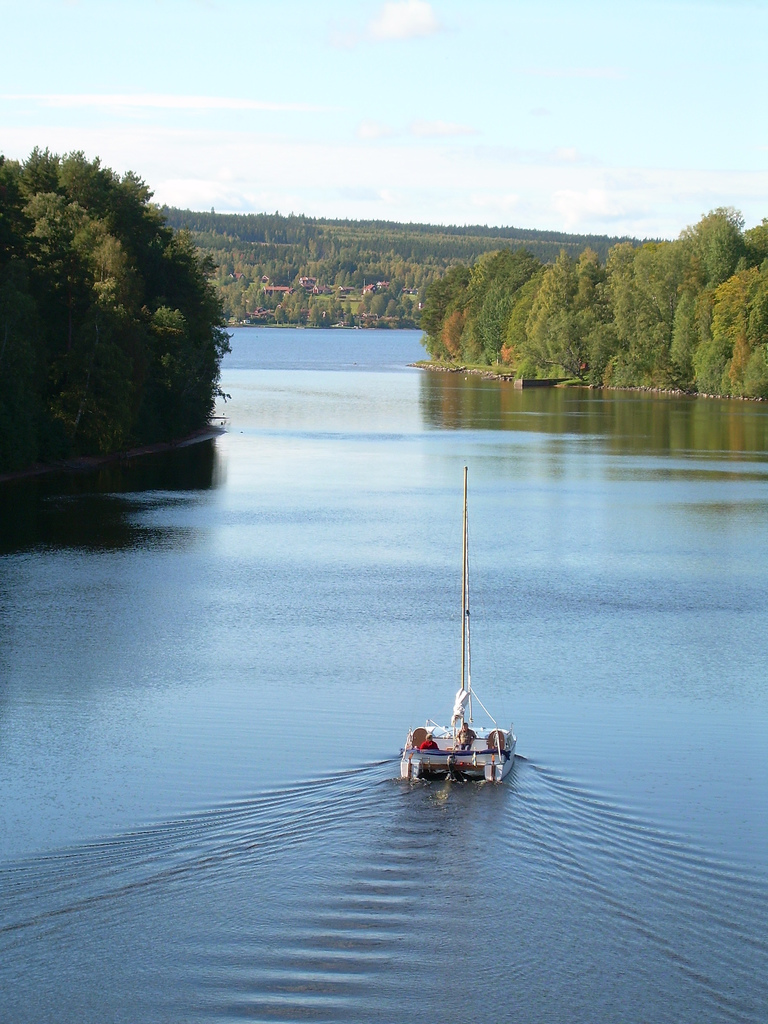
Österdalälven sedd från Leksandsbron mot Siljan.
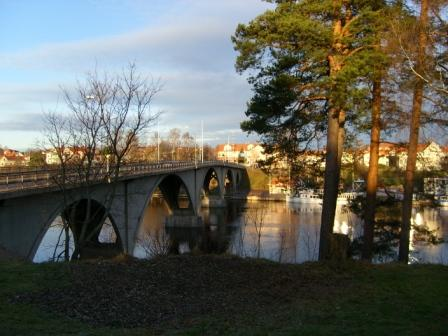
Leksandsbron över Österdalälven.
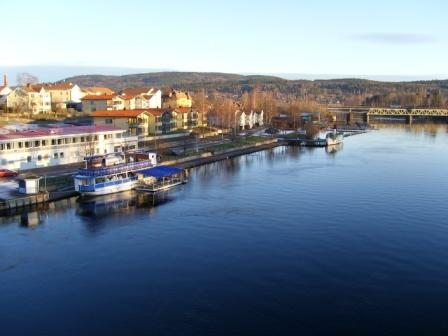
Vy från Leksandsbron.
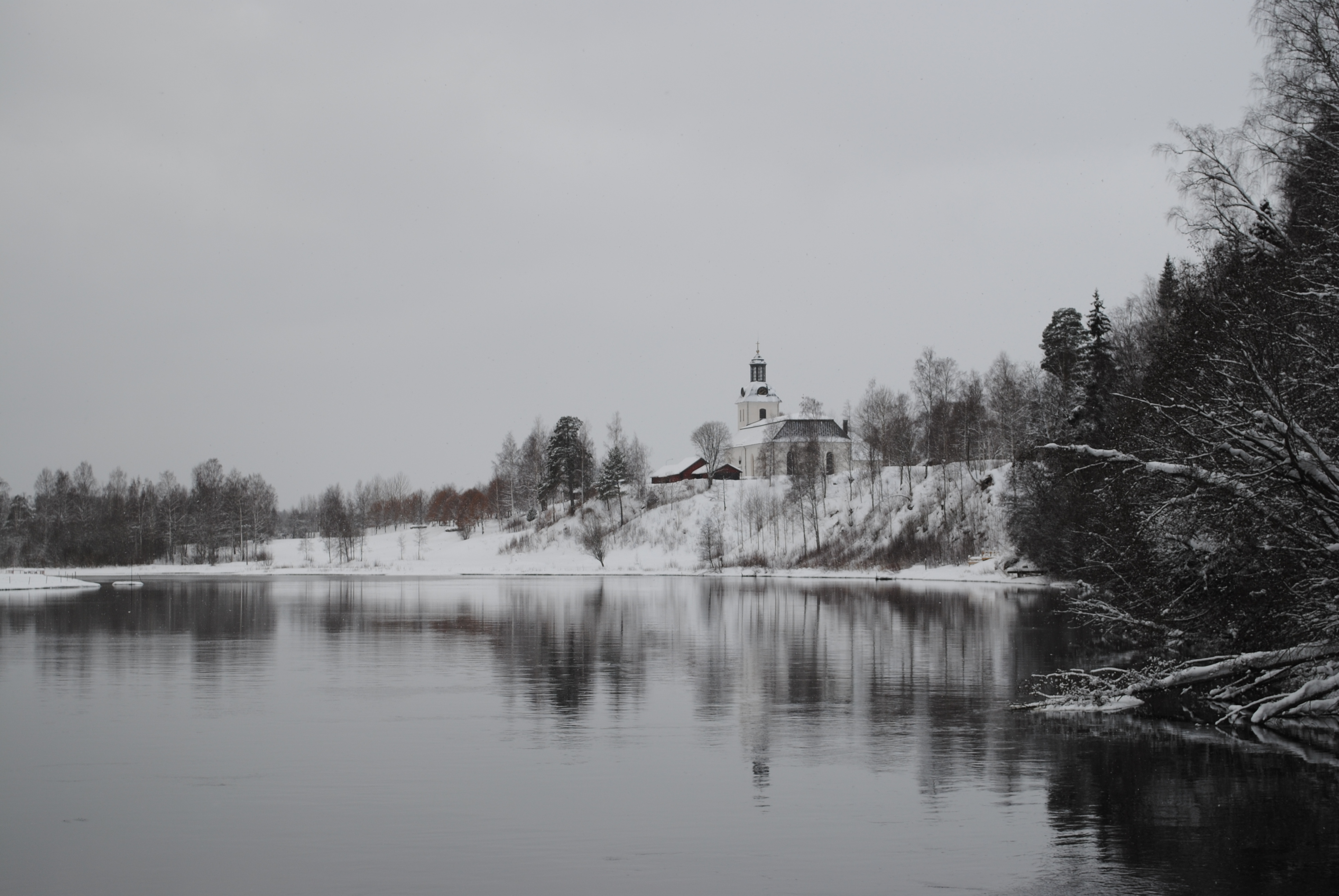
Österdalälven vid Gagnefs kyrka

## Dammar före Siljan
- Trängslet
- Åsen
- Väsa
- Blybergs kraftstation
- Spjutmo